# Nižný Klátov
Nižný Klátov es un municipio del distrito de Košice-okolie en la región de Košice, Eslovaquia, con una población estimada a final del año 2024 de 941 habitantes.
Se encuentra ubicado en el centro de la región, en la cuenca hidrográfica del río Sajó (afluente derecho del Tisza) y cerca de la frontera con la región de Prešov y con Hungría.

## Demografía
| Año        | 1994 | 2004    | 2014     | 2024     |
| ---------- | ---- | ------- | -------- | -------- |
| Población  | 589  | 636     | 780      | 941      |
| Diferencia |      | +7,97 % | +22,64 % | +20,64 % |

| Año        | 2023 | 2024    |
| ---------- | ---- | ------- |
| Población  | 914  | 941     |
| Diferencia |      | +2,95 % |